# Rhododendron taggianum
Rhododendron taggianum är en ljungväxtart som beskrevs av Hutchinson. Rhododendron taggianum ingår i släktet rododendron, och familjen ljungväxter. Inga underarter finns listade i Catalogue of Life.